# Endavant Sant Just
|  | No s'ha de confondre amb Endavant o Endavant Cerdanya. |

Endavant Sant Just és un partit polític local del municipi de Sant Just Desvern, fundat l'any 2022. La presidenta i portaveu del Grup Municipal és Laia Flotats.
Flotats és exmilitant de Convergència Democràtica i havia sigut l'antiga cap de llista de Convergència i Unió (2015), i Sumant per Sant Just (confluència entre entitats sobiranistes, PDeCAT i Junts per Catalunya) (2019) al consistori llobregatenc. Va crear el partit després d'abandonar Junts, després de la separació de Junts per Catalunya i el PDeCAT, on Flotats es va quedar al PDeCAT. En les eleccions municipals del 28 de maig de 2023, va encapçalar la llista d'Endavant Sant Just —que es presentava als comicis sota el paraigües d'Ara Pacte Local, una confluència de partits vinculades al PDeCAT. La formació va aconseguir 2 regidors, esdevenint la segona força més votada; mentre que Junts va obtenir l'altre parell de regidors que ambdós partits havien obtingut el 2019, abans de separar-se.
Endavant Sant Just és un partit polític d'àmbit municipal a Sant Just Desvern. Després de la desaparició del PDeCAT, es presenta com una formació independent de directrius de partits d'àmbit nacional i centra el seu discurs en qüestions com el creixement demogràfic, la seguretat, la qualitat educativa i la mobilitat al municipi.